# Wachtendonk
Wachtendonk é um município da Alemanha localizado no distrito de Cleves, região administrativa de Düsseldorf, estado da Renânia do Norte-Vestfália.